# Henryk Gut
Henryk Gut (ur. 2 marca 1947 w Siedlcach, zm. 10 stycznia 2001) – polski sportowiec, trener lekkoatletyki, samorządowiec i polityk.

## Życiorys
Urodził się jako drugie z trojga dzieci Bronisława i Marianny z domu Włodarek. W trakcie nauki w Szkole Podstawowej nr 2 w Siedlcach reprezentował tę placówkę na zawodach sportowych. W 1961 rozpoczął naukę w Technikum Elektrycznym (przy ZSZ nr 1 w Siedlcach), wówczas powrócił także do sportu, trenując lekkoatletykę. W kategorii juniorów współtworzył (razem z Witoldem Ziędalskim, Grzegorzem Sabiniakiem i Andrzejem Stelęgowskim) jedną z najlepszych na Mazowszu, jak i w kraju sztafet 4x100 m.
W latach 1966–1968 był studentem Studium Nauczycielskiego w Siedlcach (na kierunku wychowanie plastyczne), a od 1968 Akademii Wychowania Fizycznego w Warszawie. W 1970 zdobył Akademickie Mistrzostwo Polski w biegu na 100 m, wicemistrzostwo na 200 m oraz mistrzostwo w sztafecie 4x100 m. Ponadto w latach 1968–1972 był stałym reprezentantem pierwszoligowego w tym czasie klubu, AZS Warszawa.
Po studiach pracował jako nauczyciel wychowania fizycznego w Zespole Szkół Zawodowych nr 1 w Siedlcach, a od 1973 w Wyższej Szkole Rolniczo-Pedagogicznej. W 1977 został wykładowcą swojej uczelni, później starszym wykładowcą i kierownikiem studium wychowania fizycznego i sportu. Pełnił też funkcję prezesa klubu uczelnianego AZS. Był też trenerem lekkoatletyki w klubie Pogoń Siedlce. W 1975 objął stanowisko sekretarza warszawskiego oddziału Szkolnego Związku Sportowego w Siedlcach.
W 1980 wstąpił do „Solidarności”, był m.in. przewodniczącym komisji zakładowej. Po 1989 działał w takich ugrupowaniach jak Partia Chrześcijańskich Demokratów, Bezpartyjny Blok Wspierania Reform, Ruch Solidarni w Wyborach. W 1990 został wybrany na stanowisko prezydenta Siedlec, które pełnił do 1997. W trakcie jego prezydentury m.in. rozbudowano sieć kanalizacyjną i wodociągową, oddano nowe ujęcie wody „Sekuła II”, wybudowano oczyszczalnię ścieków, przeprowadzono prywatyzację niektórych zakładów miejskich w tym MPK.
W wyborach parlamentarnych w 1997 bez powodzenia ubiegał się o mandat poselski z listy Akcji Wyborczej Solidarność w województwie siedleckim (otrzymał 5397 głosów). W rządzie Jerzego Buzka został powołany na urząd wojewody siedleckiego. W 1998 uzyskał mandat radnego sejmiku mazowieckiego I kadencji, w trakcie której zmarł.
Od 1975 był żonaty z Ewą Grażyną Ługowską. Miał córkę Judytę i syna Tomasza.

## Odznaczenia
W 1999 otrzymał Złoty Krzyż Zasługi.